# Peter Hoekstra (labdarúgó)
Peter Hoekstra (Assen, 1973. április 4. –) holland válogatott labdarúgó.
A holland válogatott tagjaként részt vett az 1996-os Európa-bajnokságon.

## Sikerei, díjai
PSV Eindhoven
- Holland bajnok (1): 1991–92
- Holland kupa (1): 1995–96
- Holland szuperkupa (2): 1992, 1996

AFC Ajax
- Holland bajnok (1): 1997–98
- Holland kupa (1): 1997–98, 1998–99